# Hemoglobina glicosilada
L'hemoglobina glicada, glicohemoglobina, o hemoglobina glucada (sovint abreujada com a HbA1c), és una heteroproteïna de la sang que resulta de la unió de l'hemoglobina (Hb) amb carbohidrats lliures units a cadenes carbonades amb funcions àcides en el carboni 3 i el 4. S'utilitza per al control del pacient amb diabetis mellitus. L'hemoglobina té una afinitat no solament amb l'oxigen, sinó també per la glucosa, de manera que s'uneix també a ella.
La mesura dels nivells d'hemoglobina glicada és una prova de laboratori molt utilitzada en la diabetis per saber si el control que realitza el pacient sobre la malaltia ha estat bo durant els darrers mesos. De fet, el 50% del resultat depèn només d'entre les quatre i sis últimes setmanes. Es pot determinar aquest control gràcies al fet que la glucosa és "enganxosa" i s'adhereix a alguns tipus de proteïnes, una de les quals és l'hemoglobina. Gràcies a aquest fet, els nivells d'hemoglobina glicada permeten establir valors per als nivells mitjans diaris de glucosa en sang.

## Relació amb la diabetis mellitus
En la diabetis mellitus sovint es troben nivells elevats de glucosa en sang (glucèmia). Aquesta glucosa en excés entra als glòbuls vermells i s'uneix amb molècules d'hemoglobina, provocant-ne la glicació. En sentit de proporció, a major glucèmia, major hemoglobina glicada. L'hemoglobina glicada té diverses fraccions: HbA1a, HbA1b, i Hb1Ac. La Hb1Ac és la més estable, i té una unió amb la glucosa més específica, per això és la que s'utilitza en els controls mèdics. La vida mitjana dels glòbuls vermells és aproximadament de 120 dies, així que aquest mesurament expressa el nivell de sucre en terme mitjà de 2 a 3 mesos enrere, pel que és un paràmetre acceptable per a saber el control d'un pacient en aquest darrer període.

### Canvi a unitats IFCC
L'Associació Americana de Diabetis, l'Associació Europea per a l'Estudi de la Diabetis i la Federació Internacional de Diabetis van acordar que, en el futur, l'HbA1c s'informaria en les unitats de la Federació Internacional de Química Clínica i Medicina de Laboratori (IFCC). L'informe IFCC es va introduir a Europa el 2003, excepte al Regne Unit; el Regne Unit va dur a terme un informe dual des de l'1 de juny de 2009 fins a l'1 d'octubre de 2011.

## Hemoglobina glicada (HbA1c) i glucèmia en sang
El 2010, la Guia d'Atenció Mèdica en Diabetis de l'Associació Americana de Diabetis va afegir la HbA1c ≥ 6,5% com un altre criteri per al diagnòstic de la diabetis mellitus. però això és controvertit i no ha estat adoptat universalment.
La correspondència aproximada entre els valors d'HbA1c i de la mitjana estimada de glucèmia (MEG) ve donada per la següent equació:
MEG(mg/dl) = 28.7 × HbA1c − 46.7
MEG(mmol/l) = 1.59 × HbA1c − 2.59
Les dades entre parèntesis representen els intervals de confiança del 95%.
| HbA1c | MEG (mitjana estimada de glucèmia) | MEG (mitjana estimada de glucèmia) |
| (%)   | (mmol/L)                           | (mg/dL)                            |
| ----- | ---------------------------------- | ---------------------------------- |
| 5     | 5.4 (4.2–6.7)                      | 97 (76–120)                        |
| 6     | 7.0 (5.5–8.5)                      | 126 (100–152)                      |
| 7     | 8.6 (6.8–10.3)                     | 154 (123–185)                      |
| 8     | 10.2 (8.1–12.1)                    | 183 (147–217)                      |
| 9     | 11.8 (9.4–13.9)                    | 212 (170–249)                      |
| 10    | 13.4 (10.7–15.7)                   | 240 (193–282)                      |
| 11    | 14.9 (12.0–17.5)                   | 269 (217–314)                      |
| 12    | 16.5 (13.3–19.3)                   | 298 (240–347)                      |

Un estudi recentment publicat al  New England Journal of Medicine  denominat ACCORD demostra que la disminució de l'hemoglobina glicada millora el pronòstic de les persones i disminueix el risc a patir malalties vasculars respecte al grup de control.
Hi ha estudis, com el DCCT i l'UKPDS, que estableixen que amb una hemoglobina glicada menor del 7%, es redueix considerablement el risc de patir malalties vasculars. Altres estudis recents han determinat que l'hemoglobina glicada amb uns percentatges inferiors al 3-4% disminueix dràsticament el risc de tenir malalties cardiovasculars.